# Pseudoterpna approximata
Pseudoterpna approximata là một loài bướm đêm trong họ Geometridae.